# Industry Plant
Industry Plant is een lied van de Nederlandse zangeres Roxy Dekker. Het werd in 2024 als single uitgebracht.

## Achtergrond
Industry Plant is geschreven door Julian Vahle, Renske te Buck en Roxy Dekker. Het is een nummer in het genre Nederpop. In tegenstelling tot de vorige singles van Dekker bevat het in het nummer Rap gedeelten. 
Voorafgaande aan de release teasede Dekker het nummer op het platform TikTok. Fans vonden het nummer lijken op de single Finesse van Bruno Mars, maar Dekker reageerde deze niet te hebben nageaapt. Het is een nummer in het genre New Jack Swing. Het nummer werd uitgebracht als single op 20 september 2024.
In het nummer zingt Dekker over de vele haatreacties die ze heeft ontvangen naar aanleiding van haar doorbraak. Een 'Industry Plant' is een artiest die uit het niets succesvol is geworden met dank aan handige connecties. Dekker verpakt de vele haatreacties die ze heeft ontvangen in een vrolijk nummer.
Industry Plant werd op het platform Spotify binnen een dag 460.000 keer gestreamd.

## Hitnoteringen
Op 26 september 2024 wist Industry Plant in de Nederlandse Top 40 op de zeventiende plaats binnen te komen in de Top 40. In de Nederlandse Single Top 100 wist het nummer wel gelijk binnen te komen op de eerste plaats op 28 september 2024.